# 本多正復
本多 正復（ほんだ まさもと、明治6年（1873年）12月23日 - 昭和9年（1934年）4月9日）は、日本の華族（子爵）。平戸藩主松浦詮の六男。初名は松浦復。長尾藩主本多正憲の娘・純子の婿養子となり名を改める。子に房子、本多正震、稲葉正弘（稲葉正顕養子）、恒子（田中真茂妻）。
学習院高等科を卒業。宮内省に入り、東宮侍従、掌典次長を歴任、その後宮中顧問官を務めた。大正15年（1926年）7月に養父が隠居し家督を継ぐ。昭和9年、62歳で没した。墓所は青山霊園(1イ20-23)

## 栄典
位階
- 1902年（明治35年）12月20日 - 正五位[1]
- 1914年（大正03年）12月28日 - 従四位[2]

勲章等
- 1931年（昭和06年）03月20日 - 帝都復興記念章[3]